# Colombia en la Copa de Oro de la Concacaf 2005
La Selección de Colombia fue uno de los 12 equipos participantes en la Copa de Oro de la Concacaf 2005, torneo que se llevó a cabo entre el 6 de julio y el 24 de julio de 2005 en Estados Unidos, siendo la tercera vez que es invitada a este torneo, donde logró llegar hasta la instancia de semifinal.
La Selección de Colombia quedaría emparejada en el Grupo A junto con Honduras, Panamá y Trinidad y Tobago.

## Jugadores
El 30 de junio de 2005 el técnico Reynaldo Rueda a través del sitio web oficial de la Federación Colombiana de Fútbol oficializó la lista definitiva que incluye a 22 futbolistas para disputar la Copa Oro de la Concacaf.
Reynaldo Rueda, quien en ese entonces era el técnico del conjunto Nacional, llevaba un equipo que no era el habitual con el que se jugaban las eliminatorias rumbo al Mundial 2006; esto con la idea de ver nuevos jugadores. El equipo nacional fue invitado a la competición por tercera vez; sería la última.
Datos correspondientes a la situación previa al inicio del torneo.
| #     | Nombre                   | Posición       | Edad           | PJ Sel         | Gol Sel        | Club                   |
| ----- | ------------------------ | -------------- | -------------- | -------------- | -------------- | ---------------------- |
| 12    | Luis Enrique Martínez    | Arquero        | 24             | 22             | 1              | Santa Fe               |
| 1     | Faryd Mondragón          | Arquero        | 31             | 47             | 0              | Galatasaray            |
| 5     | Jair Benítez             | Defensa        | 24             | 22             | 1              | Independiente Medellín |
| 3     | José Julián de la Cuesta | Defensa        | 22             | 22             | 1              | Cádiz                  |
| 2     | Andrés Felipe González   | Defensa        | 21             | 22             | 1              | América de Cali        |
| 4     | Humberto Mendoza         | Defensa        | 20             | 22             | 1              | Atlético Nacional      |
| 14    | Hayder Palacio           | Defensa        | 24             | 22             | 1              | Atlético Junior        |
| 21    | Abel Aguilar             | Mediocampista  | 19             | 22             | 1              | Deportivo Cali         |
| 13    | Yulian Anchico           | Defensa        | 21             | 22             | 1              | Deportes Tolima        |
| 15    | Jaime Castrillón         | Mediocampista  | 22             | 22             | 1              | Independiente Medellín |
| 7     | Freddy Guarín            | Mediocampista  | 19             | 22             | 1              | Envigado               |
| 16    | Héctor Hugo Hurtado      | Mediocampista  | 24             | 22             | 1              | Atlético Nacional      |
| 19    | Juan Fernando Leal       | Mediocampista  | 24             | 22             | 1              | Envigado               |
| 23    | Oscar Passo              | Mediocampista  | 24             | 22             | 1              | Deportes Tolima        |
| 17    | Jairo Patiño             | Mediocampista  | 24             | 22             | 1              | River Plate            |
| 8     | Aldo Leao Ramírez        | Mediocampista  | 24             | 22             | 1              | Santa Fe               |
| 6     | Juan Carlos Ramírez      | Mediocampista  | 24             | 22             | 1              | Santa Fe               |
| 20    | Macnelly Torres          | Mediocampista  | 21             | 22             | 1              | Atlético Junior        |
| 18    | Martín Arzuaga           | Delantero      | 24             | 22             | 1              | Atlético Junior        |
| 22    | Oscar Briceño            | Delantero      | 24             | 22             | 1              | Deportes Tolima        |
| 10    | Tressor Moreno           | Delantero      | 24             | 22             | 1              | Sin Club               |
| 9     | Wason Rentería           | Delantero      | 20             | 22             | 1              | Internacional          |
| 11    | César Augusto Valoyes    | Delantero      | 24             | 22             | 1              | Independiente Medellín |
| D. T. | Reinaldo Rueda           | Reinaldo Rueda | Reinaldo Rueda | Reinaldo Rueda | Reinaldo Rueda | Reinaldo Rueda         |

## Participación

### Grupo A
Su primer partido lo jugó el día 6 de julio en Miami contra Panamá con victoria de 1-0 a favor de los "canaleros", luego contra Honduras el seleccionado colombiano perdió 2-1 el 10 de julio en Miami; el siguiente partido, el seleccionado colombiano ganó 2-0 ante Trinidad y Tobago y Colombia clasificaría a cuartos de final como mejor tercero; en cuartos de final, Colombia se enfrentó a México y ganó 2-1 el combinado "tricolor"; en semifinales se enfrentó a Panamá y Colombia perdió 3-2 y con esto, Panamá avanzaría a la final de la Copa de Oro.
| Equipo            | Pts | PJ | PG | PE | PP | GF | GC | Dif |
| ----------------- | --- | -- | -- | -- | -- | -- | -- | --- |
| Honduras          | 7   | 3  | 2  | 1  | 0  | 4  | 2  | 2   |
| Panamá            | 4   | 3  | 1  | 1  | 1  | 3  | 3  | 0   |
| Colombia          | 3   | 3  | 1  | 0  | 2  | 3  | 3  | 0   |
| Trinidad y Tobago | 2   | 3  | 0  | 2  | 1  | 3  | 5  | -2  |

| 6 de julio de 2005, 19:00 | Colombia | 0:1 (0:0) | Panamá     | Orange Bowl, Miami                                                    |                                                                       |
|                           |          |           | Tejada 70' | Asistencia: 10,311 espectadores Árbitro(s): Carlos Batres (Guatemala) | Asistencia: 10,311 espectadores Árbitro(s): Carlos Batres (Guatemala) |

| 10 de julio de 2005, 19:00 | Honduras           | 2:1 (0:1) | Colombia          | Orange Bowl, Miami                                                   |                                                                      |
|                            | Velásquez 79', 82' |           | Moreno 30' (pen.) | Asistencia: 17.292 espectadores Árbitro(s): Marco Rodríguez (México) | Asistencia: 17.292 espectadores Árbitro(s): Marco Rodríguez (México) |

| 12 de julio de 2005, 17:00 | Colombia                  | 2:0 (0:0) | Trinidad y Tobago | Orange Bowl, Miami                                                   |                                                                      |
|                            | Aguilar 77' · Hurtado 79' |           |                   | Asistencia: 15.000 espectadores Árbitro(s): Marco Rodríguez (México) | Asistencia: 15.000 espectadores Árbitro(s): Marco Rodríguez (México) |

### Cuartos de final
Tras pasar como mejor tercero del Grupo A, la selección se enfrentó el 17 de julio de 2005 con el combinado de México que pasó como primero del Grupo C.
|  | Cuartos de final          | Cuartos de final          |                |          | Semifinales | Semifinales |  |                            | Final       | Final       |  |
|  | 16 de junio y 17 de junio | 16 de junio y 17 de junio |                |          | 21 de junio | 21 de junio |  |                            | 24 de junio | 24 de junio |  |
|  |                           |                           |                |          |             |             |  |                            |             |             |  |
|  |                           |                           |                |          |             |             |  |                            |             |             |  |
|  | Honduras                  | 3                         |                |          |             |             |  |                            |             |             |  |
|  | Honduras                  | 3                         |                |          |             |             |  |                            |             |             |  |
|  | Costa Rica                | 2                         |                |          |             |             |  |                            |             |             |  |
|  | Costa Rica                | 2                         |                | Honduras | 1           |             |  |                            |             |             |  |
|  |                           |                           |                | Honduras | 1           |             |  |                            |             |             |  |
|  |                           |                           | Estados Unidos | 2        |             |             |  |                            |             |             |  |
|  | Estados Unidos            | 3                         | Estados Unidos | 2        |             |             |  |                            |             |             |  |
|  | Estados Unidos            | 3                         |                |          |             |             |  |                            |             |             |  |
|  | Jamaica                   | 1                         |                |          |             |             |  |                            |             |             |  |
|  | Jamaica                   | 1                         |                |          |             |             |  | Estados Unidos (3-1, pen.) | 0           |             |  |
|  |                           |                           |                |          |             |             |  | Estados Unidos (3-1, pen.) | 0           |             |  |
|  |                           |                           | Panamá         | 0        |             |             |  |                            |             |             |  |
|  | México                    | 1                         | Panamá         | 0        |             |             |  |                            |             |             |  |
|  | México                    | 1                         |                |          |             |             |  |                            |             |             |  |
|  | Colombia                  | 2                         |                |          |             |             |  |                            |             |             |  |
|  | Colombia                  | 2                         |                | Colombia | 2           |             |  |                            |             |             |  |
|  |                           |                           |                | Colombia | 2           |             |  |                            |             |             |  |
|  |                           |                           | Panamá         | 3        |             |             |  |                            |             |             |  |
|  | Sudáfrica                 | 1                         | Panamá         | 3        |             |             |  |                            |             |             |  |
|  | Sudáfrica                 | 1                         |                |          |             |             |  |                            |             |             |  |
|  | Panamá (3-5, pen.)        | 1                         |                |          |             |             |  |                            |             |             |  |
|  | Panamá (3-5, pen.)        | 1                         |                |          |             |             |  |                            |             |             |  |
|  |                           |                           |                |          |             |             |  |                            |             |             |  |

| 17 de julio de 2005 | México      | 1:2 (0:0) | Colombia                     | Reliant Stadium, Houston                                                  |                                                                           |
|                     | Galindo 64' |           | Castrillón 58' · Aguilar 74' | Asistencia: 60.050 espectadores Árbitro(s): Rodolfo Sibrián (El Salvador) | Asistencia: 60.050 espectadores Árbitro(s): Rodolfo Sibrián (El Salvador) |

### Semifinal
Tras los cuartos de final en donde Colombia vencería a México por 2-1, el rival del seleccionado tricolor en las semifinales del torneo sería Panamá. El equipo dirigido por el colombiano José Eugenio Hernández clasificaría a semifinales luego de derrotar en la tanda de penales a Sudáfrica por 5-3. En los 90 minutos, el equipo panameño superó a la "tricolor" por 3-2 y consiguió el pase a la Final.
| 21 de julio de 2005 | Colombia        | 2:3 (0:2) | Panamá                              | Giants Stadium, Nueva Jersey                                              |                                                                           |
|                     | Patiño 62', 88' |           | Phillips 11', 72' · Dely Valdés 26' | Asistencia: 41.721 espectadores Árbitro(s): Rodolfo Sibrián (El Salvador) | Asistencia: 41.721 espectadores Árbitro(s): Rodolfo Sibrián (El Salvador) |

## Goleadores
| Jugador          | Goles anotados | Asis. | PJ |   |
| Jairo Patiño     | 2              | -     | -  | - |
| Abel Aguilar     | 2              | -     | -  | - |
| Jaime Castrillon | 1              | -     | -  | - |
| Héctor Hurtado   | 1              | -     | -  | - |
| Tressor Moreno   | 1              | -     | -  | - |
| ---------------- | -------------- | ----- | -- | - |

## Uniforme
Colombia en esta Copa de Oro usó el uniforme Lotto, conforme al convenio firmado entre la Federación Colombiana de Fútbol y la multinacional italiana en 2003 para vestir a la selección por siete años.
El uniforme titular mantiene el clásico tricolor de la Bandera de Colombia. El cuello es amarillo, las mangas tienen bordes de amarillo, la pantaloneta es azul y las medias son rojas. La camiseta alternativa es azul oscuro, pantaloneta blanca y medias azules.
| Predecesor: Estados Unidos y México 2003 | Colombia en la Copa de Oro de la Concacaf Estados Unidos 2005 | Sucesor: Ninguno |

- Datos: Q25405922